# António Lima Pereira
Pour les articles homonymes, voir Pereira.
António José Lima Pereira est un footballeur portugais né le 1er février 1952 à Póvoa de Varzim et mort le 22 janvier 2022. Il évoluait au poste de défenseur central.

## Biographie
Durant sa carrière, il joue pour Varzim, le FC Porto et le FC Maia.
Grand défenseur du FC Porto, il remporte la Ligue des champions 1987.
International, il participe à l'Euro 1984 avec l'équipe du Portugal, l'équipe termine demi-finaliste du tournoi.

## Carrière

### En tant que joueur
- 1971-1978 :  Varzim SC
- 1978-1989 :  FC Porto
- 1989-1991 :  FC Maia

## Palmarès

### En club
Avec le Varzim SC :
- Champion du Portugal D2 en 1976

Avec le FC Porto :
- Vainqueur de la Ligue des champions en 1987
- Vainqueur de la Coupe intercontinentale en 1987
- Finaliste de la Coupe des coupes en 1984
- Champion du Portugal en 1979, 1985, 1986 et 1988
- Vainqueur de la Coupe du Portugal en 1984 et 1988
- Vainqueur de la Supercoupe du Portugal en 1981, 1983, 1984 et 1986